# Bartlewo (województwo kujawsko-pomorskie)
Bartlewo – wieś w Polsce, położona w województwie kujawsko-pomorskim, w powiecie chełmińskim, w gminie Lisewo.

## Podział administracyjny
W latach 1939–1945 położona była w okręgu Rzeszy Gdańsk-Prusy Zachodnie, w rejencji bydgoskiej (Regierungsbezirk Bromberg), w powiecie Chełmno (Kreis Kulm).
W latach 1975–1998 miejscowość należała administracyjnie do województwa toruńskiego. Wedle urzędowego podziału terytorialnego kraju, w obrębie Bartlewa wyróżniona jest 1 część miejscowości: Pod Krusin. Do końca 2010 r. wyróżniona była także 1 dalsza część miejscowości – Pod Błachtę, jednak została ona zniesiona z dniem 1 stycznia 2011 r.

## Demografia
Według Narodowego Spisu Powszechnego (III 2011 r.) wieś liczyła 259 mieszkańców. Jest siódmą co do wielkości miejscowością gminy Lisewo.

## Historia
W średniowieczu miejscowość przeszła na własność prokuratora papowskiego (z Papowa Biskupiego). W drugiej połowie XVI w. Bartlewo przeszło do dekanatu chełmińskiego.
W latach 1939 - 1942 dotychczasową nazwą wsi (i znajdującego się tam majątku) było Battlewo, lecz po przeprowadzonej zamianie nazw miejscowości w Okręgu Rzeszy Gdańsk-Prusy Zachodnie, w latach 1942 - 1945 nazywała się Bertholdsdorf.

## Zabytki
Według rejestru zabytków NID na listę zabytków wpisany jest park dworski z 1 poł. XIX w., nr rej.: A/451 z 26.11.1984.